# Macram Max Gassis
Macram Max Gassis MCCJ (Cartum, 21 de setembro de 1938 - Mechanicsburg, Pensilvânia, 4 de junho de 2023) foi um clérigo sudanês e bispo católico romano de El Obeid.
Macram Max Gassis ingressou nos Missionários Combonianos, fez a profissão em 9 de setembro de 1957 e foi ordenado sacerdote em 28 de junho de 1964.
O Papa João Paulo II nomeou-o Administrador Apostólico de El Obeid em 4 de outubro de 1983. Em 12 de março de 1988 foi nomeado Bispo de El Obeid. O Núncio Apostólico no Sudão, Luis Robles Díaz, ordenou-o bispo em 15 de maio do mesmo ano; Os co-consagradores foram Gabriel Zubeir Wako, Arcebispo de Cartum, e Joseph Abangite Gasi, Bispo de Tombura-Yambio.
Em 28 de outubro de 2013, o Papa Francisco aceitou sua renúncia por idade.